# Campo Setenta y Cuatro
Campo Setenta y Cuatro är en ort i Mexiko.   Den ligger i kommunen Riva Palacio och delstaten Chihuahua, i den nordvästra delen av landet, 1 300 km nordväst om huvudstaden Mexico City. Campo Setenta y Cuatro ligger 2 038 meter över havet och antalet invånare är 106.
Terrängen runt Campo Setenta y Cuatro är en högslätt, och sluttar västerut. Runt Campo Setenta y Cuatro är det mycket glesbefolkat, med 3 invånare per kvadratkilometer. Närmaste större samhälle är Campo Setenta y Dos, 10,4 km sydost om Campo Setenta y Cuatro. Omgivningarna runt Campo Setenta y Cuatro är i huvudsak ett öppet busklandskap.